# Полный блэкаут
«Полный блэкаут» — российское экстремальное телешоу, где четыре участника проводят три ужасных испытания в полной темноте. Аналог американского шоу «Total Blackout». Выходило на СТС в течение 3 лет, ведущим был Сергей Светлаков.

## История
Это вторая адаптация американского формата «Total Blackout», созданного компанией «Fremantle». Ранее, данная версия формата демонстрировалась на Первом канале с 21 января по 17 марта 2012 года под названием «В чёрной-чёрной комнате…» с Игорем Жижикиным.
13 сентября 2020 года на СТС впервые вышло в эфир это шоу, о котором стало известно месяцем ранее.
Подобное произошло ещё в далёком в 2011-м в Дании. Через год начали транслировать в Бельгии, Греции, Хорватии и США.
Осенью 2021 года начался второй сезон, но правила остались – участники снова должны были слепо распознавать, что перед ними находится.
Осенью 2023 года стартовал третий сезон, в новых выпусках засветились такие медиаперсоны, как Тимур Родригез, Илана Юрьева, Екатерина Шпица, Руслан Панов и пр. после шоу закрыли, и заменили на шоу в Темноте

## Правила
В каждом выпуске участвуют четыре участника (реже — сами 4 пары участников), которые будут проходить испытания во тьме. Тот, кто справится хуже всех или не сможет его выполнить за опредёленное время, покинет шоу, а остальные перейдут в следующий этап.
При этом участники не могут справиться самостоятельно в условиях отсутствия света. Для этого присутствуют охранники, оснащенные приборами ночного видения, которые помогают им ориентироваться и правильно пройти испытание.
После каждого испытания участники размещаются на специальных люках. Перед Светлаковым расположены 4 кнопки (каждая кнопка каждого люка). После этого он нажимает кнопку и открывает люки под участником (как в «Русской рулетке»), показавшим худший результат после выполнения. После прохождения трех испытаний оставшийся игрок получает приз в размере 250 тысяч рублей.